# 誤差向量幅度
誤差向量幅度（Error Vector Magnitude，EVM），是误差矢量平均功率与参考信号的平均功率之比的平方根。
EVM一般用来评估发射机发射信号的调制质量，避免了用多个参数来表征发送射频信号，在开发设计过程中是一个很有价值的整个信号品質的指示器。在WiMAX 802.16-2004和802.16e-2005协议里面，使用的是一个新的术语——相对星座图误差（RCE），EVM一般用百分数或者dB数来表示，其换算关系如下。
{\displaystyle \mathrm {EVM} _{\text{dB}}=20\log _{10}\left({\mathrm {EVM} _{\%} \over 100\%}\right)}.
例如，3%的EVM用对数表示为 -30.5dB。